# Agathia jowettorum
Agathia jowettorum là một loài bướm đêm trong họ Geometridae.